# Rubus confertiflorus
Rubus confertiflorus är en rosväxtart som beskrevs av William Charles Richard Watson. Rubus confertiflorus ingår i släktet rubusar, och familjen rosväxter. Inga underarter finns listade i Catalogue of Life.